# نهوض فارس الظلام
نهوض فارس الظلام (بالإنجليزية: The Dark Knight Rises)‏ هو فيلم بطل خارق أميركي بريطاني من إنتاج عام 2012 ، من إخراج كريستوفر نولان، الذي قام أيضاً بكتابة السيناريو مع أخوه جوناثان نولان والقصة مع ديفيد إس. غويور. مأخوذ عن بطل دي سي كوميكس الشهير باتمان، الفيلم هو الثالث والأخير من ثلاثية باتمان لكريستوفر نولان، وهو تابع لفيلم فارس الظلام. كريستيان بيل يجسد دور بروس واين/ باتمان، مع عودة مايكل كين بدور «ألفريد» وغاري أولدمان بدور «جيمس جوردون» ومورغان فريمان بدور «لوشيس فوكس» وسيليان مورفي بدور «الدكتور جوناثان كرين». الفيلم يقدم شخصيتين رئيسيتين إلى سلسلة نولان: سيلينا كايل (آن هاثاواي)، لصة محترفة تؤدي أفعالها إلى مجموعة من الأحداث تجعل باتمان يعود إلى الواجهة بعد 8 سنوات من الغياب نتيجة أحداث فيلم فارس الظلام، وباين (توم هاردي)، الذي يهدف إلى تدمير مدينة (جوثام) بواسطة قنبلة نووية حرارية.
يعتبر أحد أفضل أفلام العقد

## ملخص أحداث الفيل
يختفي باتمان بعد أحداث فيلم فارس الظلام حيث قرر تحمل مسؤولية مقتل «هارفي دينت» لكي لا ينتهي رمزه عند الناس بفارس جوثام الأبيض هارفي دينت، تبدأ الأحداث حيث تقوم إحدى خادمات قصر واين بسرقة بصمات «بروس واين» لتمكن دايجت أحد رجال الأعمال من بيع أسهم واين فيبدأ بروس بالبحث عنها يكتشف أن اسمها سيلينا كايل فيعود بروس الأضواء عبر حفل نظمتها ميرندا صديقته من أجل أن يتعرف أكثر على سيلينا فيحدث معها ويكتشف أنها متورطة مع مجرمين نافذين ولكن في الأخير تخرج سيلينا وتهرب بسيارته
يقوم «ألفريد» بمحاولة لمنع «بروس» للعودة لشخصية باتمان والبقاء باسم «بروس واين» وبعدها يكشف «ألفريد» أمر الرسالة التي كتبتها «راشيل» لبروس في فيلم فارس الظلام ويقرر «ألفريد» أن يرحل ويترك «بروس واين».
يأتي «فوكس» لبروس ويخبره أنه تم إعلان إفلاسه بواسطة بصماته المسروقة وتم مصادرة جميع أملاك بروس ما عدا القصر
بعد ذلك يأتي شخص قد أرسله «رأس الغول» وهو «باين» ويسعى لتدمير (جوثام) وينجح في نصب فخ لشرطة المدينة وحبسهم داخل أنفاق تحت الأرض ويهدد سكان المدينة بقنبلة نيوترونية بعد قتله للعالم الوحيد القادر على إيقافها، ويسرق «باين» بورصة جوثام ويعود باتمان بعد غياب ثمانية سنوات لملاحقته هنا تقوم الشرطة بمطاردة باتمان ويتمكن «باين» من الهرب ويستخدم باتمان طائرة البات التي طورها «فوكس» ولكنه لم يقدر على تشغيل نظام الطيار الآلي. بعد ذلك تحدث مواجهة بين «باين» و«باتمان» وينال «باين» منه ويكسر قناع باتمان ويأخذه إلى السجن الذي تربي فيه وهو سجن ليس له حراس ولكن هو حفرة عميقة ومن يستطيع الصعود منها فهو حر.
يكشف «باين» حقيقة مقتل «هارفي» بواسطة ورقة كتبها «جوردن» لإعلانها في ذكرى مقتل هارفي ولكنه يفضل أن تبقى الحقيقة غامضة، ولكن يكشفها «باين» في النهاية.
وبعد عدة محاولاث فاشلة من «بروس» للصعود يقوم «بروس» بالتسلق بدون استخدام الحبل بعد ان أخبره أحد المسجونين بضرورة ذلك ليدفعه الخوف إلى إتمام القفزة وينجح ويعود إلى جوثام ساعياً للقضاء «باين» في هذه الأثناء يكون «باين» قد أطلق سراح جميع سجناء مستشفى اركام ومن بينهم «دكتور كرين (الفزاعة)» الذي يعين قاضياً لمحاكمات شكلية فيقوم بمحاكمة «جوردن» ويحكم عليه بالموت ويظهر باتمان وينقذ «جوردون» في اخر لحظة ويعلن باتمان عودته
يتفق باتمان مع المرأة القطة بقيادة الباتبود لفتح الإنفاق للشرطة المحتجزين.
يقرر باتمان بعد أخذ رأي «فوكس» بأن يعيد القنبلة إلى مكانها في المفاعل الإندماجي لتستقر ويهجم باتمان والشرطة على «باين» وأعوانه ويتواجه «باين» و«باتمان» مرة أخرى فيقوم باتمان بضرب «باين» على قناعه فتصيبه حاله من التشنج وتأتي «ميراندا تيت» التي تعتبر صديقة«بروس» وتعمل معه بالشركة فتطعن بروس بخنجر وتكشف له الحقيقة انها
هي ذلك الطفل ابنة «رأس الغول» التي استطاعت الخروج من السجن بمساعدة «باين» ولكن «رأس الغول» لا يتقبل «باين» في عصبة الظلال وتخبره أيضاً بأنها قامت بما أوصى به والدها وهو تدمير (جوثام) وقبل أن يقوم «باين» بقتل باتمان تأتي «سيلينا (المرأة القطة)» وتقتل «باين».
يحاول كل من «باتمان» و«سيلينا» و«جوردن» إعادة القنبلة إلى المفاعل ولكن «ميراندا» تقوم بغمر المفاعل بالمياه فلا يجد باتمان حلاً سوى بحمل القنبلة بواسطة طائرته البات والتحليق بها بعيداً عن المدينة لتنفجر القنبلة فوق الخليج ويظن الجميع أن باتمان قد مات ويوصي «بروس واين» بأن يخصص قصره للأطفال الأيتام ويظهر مشهد يدل على إحدى شخصيات أفلام باتمان وهو الشرطي «بليك» عندما يستخدم اسم «روبن» ويدخل إلى كهف باتمان ويكتشف «فوكس» بأن طائرة البات قد تم تعديل نظام الطيار الآلي فيها بواسطة «بروس واين». وفي اخر الفيلم يرى «ألفريد» «بروس واين» مع «سيلينا» في فلورنسا التي اعتاد ان يقضي فيها اجازاته.

## الشخصيات
- كريستيان بيل بدور باتمان\بروس واين
- مايكل كين بدور ألفريد
- غاري أولدمان بدور جيم غوردون
- آن هاثاواي بدور سيلينا كايل
- توم هاردي بدور باين
- جوزيف غوردون-ليفيت بدور جون بلايك
- مورغان فريمان بدور لوشيوس فوكس
- ماريون كوتيار بدور ميراندا تايت

## مذبحة أورورا (2012)
المذبحة في أورورا حدثت في وقت متأخر من مساء 20 يوليو 2012 في إحدى دور السينما في مدينة أورورا في الولاية الأمريكية كولورادو أثناء العرض الأول لفيلم الرجل الوطواط الجديد «نهوض فارس الظلام» (بالإنجليزية: The Dark Knight Rises)‏. قتل خلال المذبحة 12 شخصاً وجرح أكثر من 50 آخرين وتعتبر هذه الحادثة من أكبر حوادث إطلاق النار حدث بشكل عشوائي من حيث عدد الضحايا في تاريخ الولايات المتحدة الأمريكية.

## وصلات خارجية
- الموقع الرسمي
- نهوض فارس الظلام على موقع IMDb (الإنجليزية)
- نهوض فارس الظلام على موقع ميتاكريتيك (الإنجليزية)
- نهوض فارس الظلام على موقع الموسوعة البريطانية (الإنجليزية)
- نهوض فارس الظلام على موقع روتن توميتوز (الإنجليزية)
- نهوض فارس الظلام على موقع نتفليكس (الإنجليزية)
- نهوض فارس الظلام على موقع قاعدة بيانات الأفلام العربية
- نهوض فارس الظلام على موقع ألو سيني (الفرنسية)
- نهوض فارس الظلام على موقع Turner Classic Movies (الإنجليزية)
- نهوض فارس الظلام على موقع أول موفي (الإنجليزية)
- نهوض فارس الظلام على موقع بوكس أوفيس موجو (الإنجليزية)
- The Dark Knight Rises at The Numbers